# Меркулова Валентина Олександрівна
Валентина Олександрівна Меркулова (1953 р.н., село Комсомольське, Старобешівський район, Донецька область, Україна) — український науковець, доктор юридичних наук, професор, професор кафедри кримінального права та кримінології Одеського державного університету внутрішніх справ.

## Життєпис
Народилася у 1953 році у селі Комсомольське, Старобешівського району Донецької області, Україна.

### Здобуття вищої освіти
У 1977 р. закінчила Одеський державний університет ім. І.І. Мечникова за спеціальністю «Історик, викладач історії»
у 2001 р. закінчила Національну академію внутрішніх справ України, (докторантура).

### Служба в органах внутрішніх справ
Службу в органах внутрішніх справ розпочала у 1978 р. в Чорноморській виправній колонії №74 де пройшла шлях до посади заступника начальника кримінально-виконавчої установи по виконанню покарання у вигляді позбавлення волі (загального режиму). 
З 1994 р. працює в Одеському держаному університеті внутрішніх справ де обіймала посади від доцента кафедри кримінального права та кримінології до першого проректора університету. 

## Наукова діяльність
У 1994 р. захистила дисертацію на здобуття наукового ступеня кандидат юридичних наук за спеціальністю 12.00.08 – кримінальне право та кримінологія; кримінально-виконавче.
У 2004 р. захистила дисертацію на здобуття наукового ступеня доктор юридичних наук за спеціальністю 12.00.08 - кримінальне право та кримінологія; кримінально-виконавче право на тему : «Жінка як суб’єкт кримінальної відповідальності».
Вчене звання професор отримала у 2007 році.
Засновник наукової школи в Одеському державному університеті внутрішніх справ за тематикою: «Кримінальні та кримінально-виконавчі проблеми протидії організованій злочинній діяльності».
Бере активну участь у рецензуванні та опануванні дисертаційних досліджень.
Член спеціалізованої вченої ради Д.41.884.04 в Одеському державному університеті внутрішніх справ.
Член редакційної колегії наукових видань, включених до переліку фахових видань України: Південноукраїнський правничий часопис, Юридичний бюлетень, «Морська безпека та оборона».
Член Всеукраїнської асоціації з кримінального права.
Є автор понад 180 наукових, науково-методичних, науково-практичних та навчальних видань.

### Свідоцтва про реєстрацію авторського права на твір
Свідоцтво про реєстрацію авторського права на твір від 08 лютого 2023 р., підручник «Кримінальне право України. Загальна частина», автори: Ахмедов Махір Байрам огли, Бабенко Андрій Миколайович, Будяченко Ольга Миколаївна, Воронцов Андрій Володимирович, Гритенко Оксана Анатоліївна, Конопельський Віктор Ярославович, Кулик Людмила Миколаївна, Меркулова Валентина Олександрівна, Плужнік Олена Іванівна, Резніченко Ганна Семенівна, Собко Ганна Миколаївна, Чекмарьова Ірина Миколаївна, Щирська Вікторія Сергіївна.
Свідоцтво про реєстрацію авторського права на твір від 10 травня 2023 р. №118984, монографія «Звільнення віл кримінальної відповідальності: кримінально-правові та кримінально-процесуальні аспекти», автори: Меркулова Валентина Олександрівна, Гритенко Оксана Анатоліївна, Марченко Олена Анатоліївна. 
Свідоцтво про реєстрацію авторського права на твір від 25 грудня 2023 р. № 122301, стаття «Адвокатура та адвокатська діяльність в Україні: сучасні тентенції доктрини права», автор: Меркулова Валентина Олександрівна. 

## Нагороди та відзнаки
- Грамота Верховної Ради України «За заслуги перед Українським народом»;

- Почесне звання «Заслужений юрист України»;

- Почесний професор Одеського державного університету внутрішніх справ.